# Gloire éphémère
Pour les articles homonymes, voir Morning Glory.
Pour plus de détails, voir Fiche technique et Distribution.
Gloire éphémère (titre original : Morning Glory) est un film américain réalisé par Lowell Sherman, sorti en 1933.

## Synopsis
Une jeune femme, actrice sur la scène de Broadway, va être prise sous l'aile de plusieurs vétérans du théâtre qui vont lui donner des conseils pour atteindre le succès ultime.

## Fiche technique
- Titre original : Morning Glory
- Titre français : Gloire éphémère
- Réalisation : Lowell Sherman
- Scénario : Howard J. Green d'après une pièce de Zoe Akins
- Costumes : Walter Plunkett
- Photographie : Bert Glennon
- Montage : William Hamilton
- Musique : Max Steiner
- Producteur : Pandro S. Berman et Merian C. Cooper
- Société de production : RKO Pictures
- Société de distribution : RKO Pictures
- Pays d'origine : États-Unis
- Langue : anglais américain
- Format : Noir et blanc - Mono
- Genre : Film dramatique
- Durée : 74 minutes
- Date de sortie :
- États-Unis : 1933

## Distribution
- Katharine Hepburn : Eva Lovelace
- Douglas Fairbanks Jr. : Joseph Sheridan
- Adolphe Menjou : Louis Easton
- C. Aubrey Smith : Robert Harley 'Bob' Hedges
- Mary Duncan : Rita Vernon, la star blonde
- Geneva Mitchell : Gwendoline Hall
- Don Alvarado : Pepi Velez
- Richard Carle : Henry Lawrence, critique théâtral
- Tyler Brooke : Charles Van Duesen
- Fred Santley (crédité Fredric Santly) : Seymour
- Helen Ware : Nellie Navarre

## Récompenses et distinctions
- Oscar de la meilleure actrice pour Katharine Hepburn

## Remake
La pièce fit l'objet d'une nouvelle adaptation : Les Feux du théâtre réalisé par Sidney Lumet en 1958. 